# アイ工務店

株式会社アイ工務店（アイこうむてん）は大阪市中央区心斎橋に本社を置く日本の住宅建設販売会社。拠点は、45都道府県288か所(2025年5月末時点 アイスタジオ含む) 。

## 概要
株式会社アイ工務店（あいこうむてん）は戸建注文住宅請負事業を行う住宅会社。
新しい住宅展示場の提案として、森とふれあう住宅公園「アイパーク」を福岡県大野城市、石川県金沢市にオープン。その後、アイパーク さいたま、アイパーク神戸北、アイパーク愛知、アイパーク高岡 アイパーク東京、アイパーク長崎、アイパー ク天童、アイパーク東広島と全国各地に続々、誕生している。
2021年1月に兵庫県神戸市のHDC神戸に業界初となる約700坪のワンフロアを活用し、同社初の体感型ショールームや100名を収容できるセミナー室を兼ね備えた「AI-STUDIO-KOBE（家づくりの情報発信施設）」を開設。今後も全国各地に展開を予定している。
新規事業の取り組みとしてAi（アイ）-COSS（コス）事業、資産活用事業を行う。

## 沿革
- 2010年7月　株式会社アイ工務店設立（本社：大阪市、本部：神戸市）
- 2013年8月　業務拡大により本社を移転（大阪市）
- 2019年4月　福岡県大野城市に複合住宅展示場「アイパーク」オープン
- 2020年1月　事業拡大につき東日本営業本部を設置（東京都中央区）
- 2020年7月　新規事業AI-COSS（アイコス）事業
- 2021年1月　神戸市に家づくり情報発信施設「AI-STUDIO-KOBE」開設
- 石川県金沢市に複合住宅展示場「金沢アイパーク」オープン

## ネットワーク
大阪本社：大阪府大阪市中央区心斎橋筋1-9-17　エトワール心斎橋9F
東日本エリア統括拠点：東京都中央区銀座8丁目13番1号　銀座三井ビルディング1階
東海エリア統括拠点：愛知県名古屋市中区錦1丁目11番11号　名古屋インターシティ1階
主な事業所：
北海道
東北 （青森県、岩手県、宮城県、秋田県、山形県、福島県）
北関東 （群馬県、栃木県、茨城県）
関東・甲信越（東京都、神奈川県、千葉県、埼玉県、山梨県、長野県、新潟県）
東海・北陸 （愛知県、岐阜県、三重県、静岡県、富山県、石川県、福井県）
関西 （大阪府、兵庫県、奈良県、和歌山県、京都府、滋賀県）
中国・四国 （広島県、岡山県、山口県、徳島県、香川県、愛媛県、高知県） 
九州 （福岡県、佐賀県、長崎県、大分県、熊本県、宮崎県、鹿児島県、沖縄県）
拠点数：45都道府県288か所(2025年5月末時点 アイスタジオ含む)

## CM出演者
- 二所ノ関親方
- 髙木菜那
- 前田有紀（元テレビ朝日アナウンサー）

## 提供番組
テレビ朝日系
- スーパー戦隊シリーズ（ヒッチハイク：2022年1月30日〜2022年2月27日、提供クレジット：2022年10月2日〜10月30日、2023年1月8日〜2023年2月26日、2023年4月2日〜）※前任の日本マクドナルドから継承。
- ドラえもん（提供クレジット）

中京テレビ
- さいしょの一歩（2025年2月2日 - ）

## 許認可登録
建設業許可 国土交通大臣 （特‐2）第23876号
宅地建物取引業免許 国土交通大臣（3）第8277号